# Internet Explorer 1
Internet Explorer 1.0 é um navegador web gráfico que foi lançado em 16 de agosto de 1995 pela Microsoft, sendo a primeira versão do navegador Internet Explorer. É uma versão remodulada do Spyglass Mosaic que a Microsoft licenciou da Spyglass, Inc.
Inicialmente vinha no pacote Microsoft Plus!, produto à parte do Windows 95. Meses depois foi lançado o Internet Explorer 1.5 que adicionou o suporte básico a renderização.